# Tính minh họa
Tính minh họa (tiếng Nga: illiustrativnost) còn gọi là sáng tác minh họa.
Một khái niệm ước lệ, nhằm chỉ việc sử dụng các hình thức và thủ pháp nghệ thuật của văn học để minh họa cho những tư tưởng hoặc vấn đề nào đấy vốn đã có sẵn và đã biết trước từ những hình thái ý thức xã hội khác như đạo đức, chính trị, tôn giáo,... tức là việc nhà văn sáng tác như một sự “hưởng ứng” có tính chất tình thế đối với những hiện tượng nào đó của đời sống xã hội, chính trị bên ngoài chứ không phải sáng tác từ sự thôi thúc của ý thức thẩm mỹ của mình, từ những tư tưởng và vấn đề do chính mình phát hiện và đề xuất. Tính minh họa hạ thấp phẩm chất tư tưởng và nghệ thuật của văn học, tạo ra thế phẩm của văn học.
Cần phân biệt tính minh họa này với tính khuynh hướng của nhà văn là cái đi vào tác phẩm một cách hữu cơ, làm phong phú nội dung tư tưởng cho nó. Cũng cần phân biệt với các sáng tác minh họa vốn là những thể tài của hội họa, đồ họa hoặc chạm khắc, thường được in kèm trong cuốn sách cùng với văn bản tác phẩm văn học, hoặc trực tiếp liên quan đến nội dung, đề tài, tư tưởng của một tác phẩm văn học.